# Miasta w Mongolii
Według danych oficjalnych pochodzących z 2010 roku Mongolia posiadała 25 miast o ludności przekraczającej 10 tys. mieszkańców. Stolica kraju Ułan Bator jako jedyne miasto liczyło ponad 1 milion mieszkańców; 2 miasta z ludnością 50÷100 tys.; 8 miast z ludnością 25÷50 tys. oraz reszta miast poniżej 25 tys. mieszkańców.

## Największe miasta w Mongolii

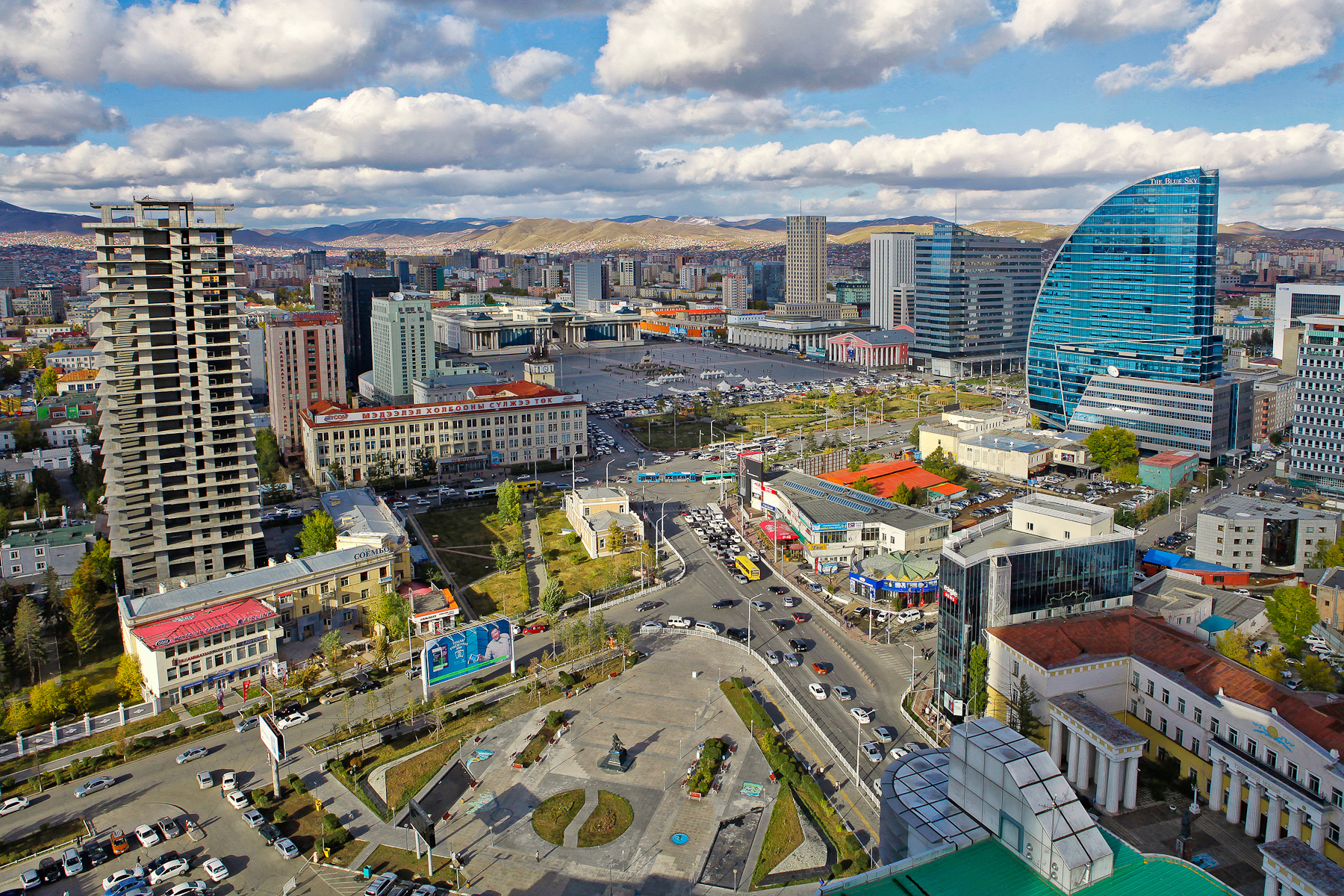
Ułan Bator

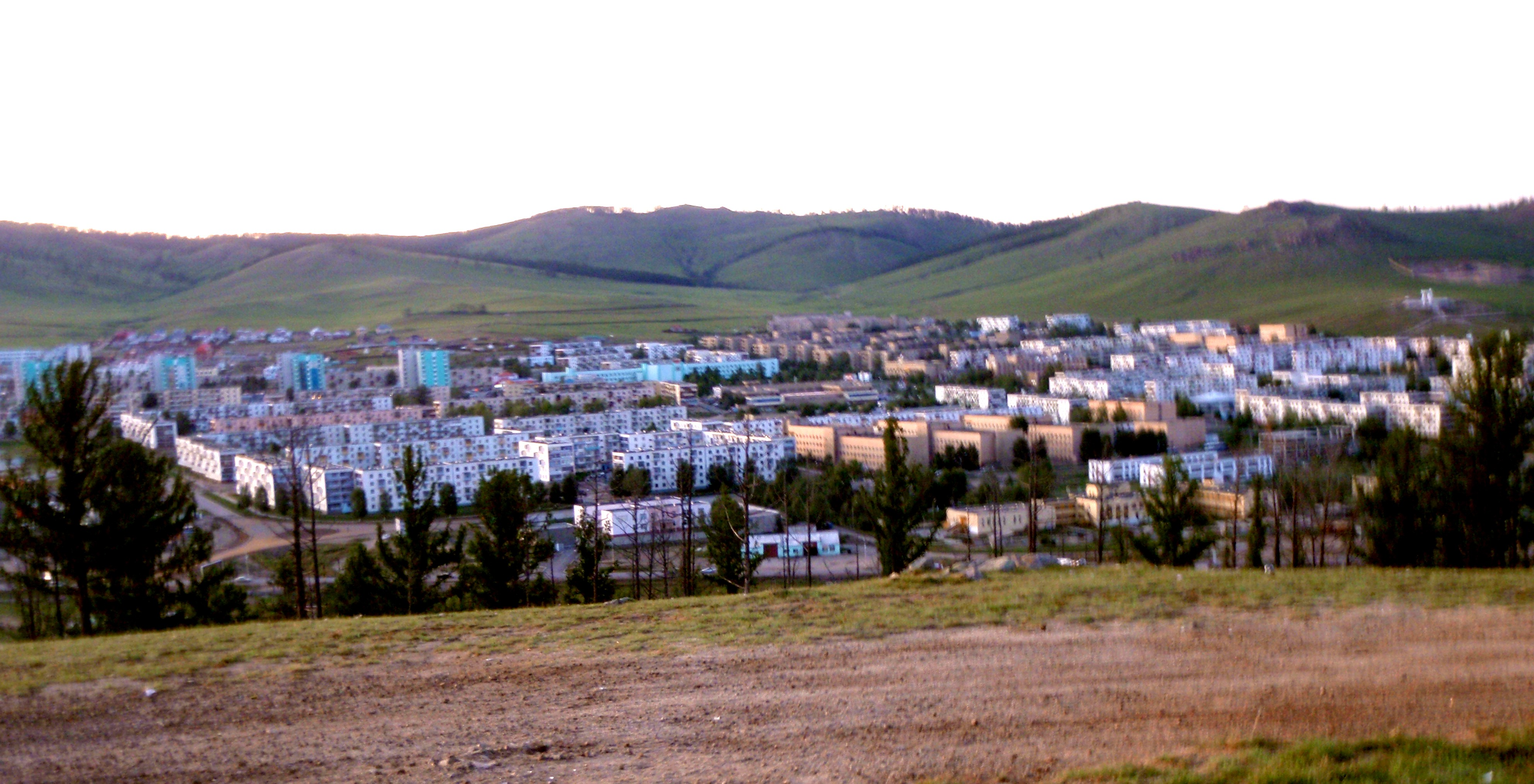
Erdenet

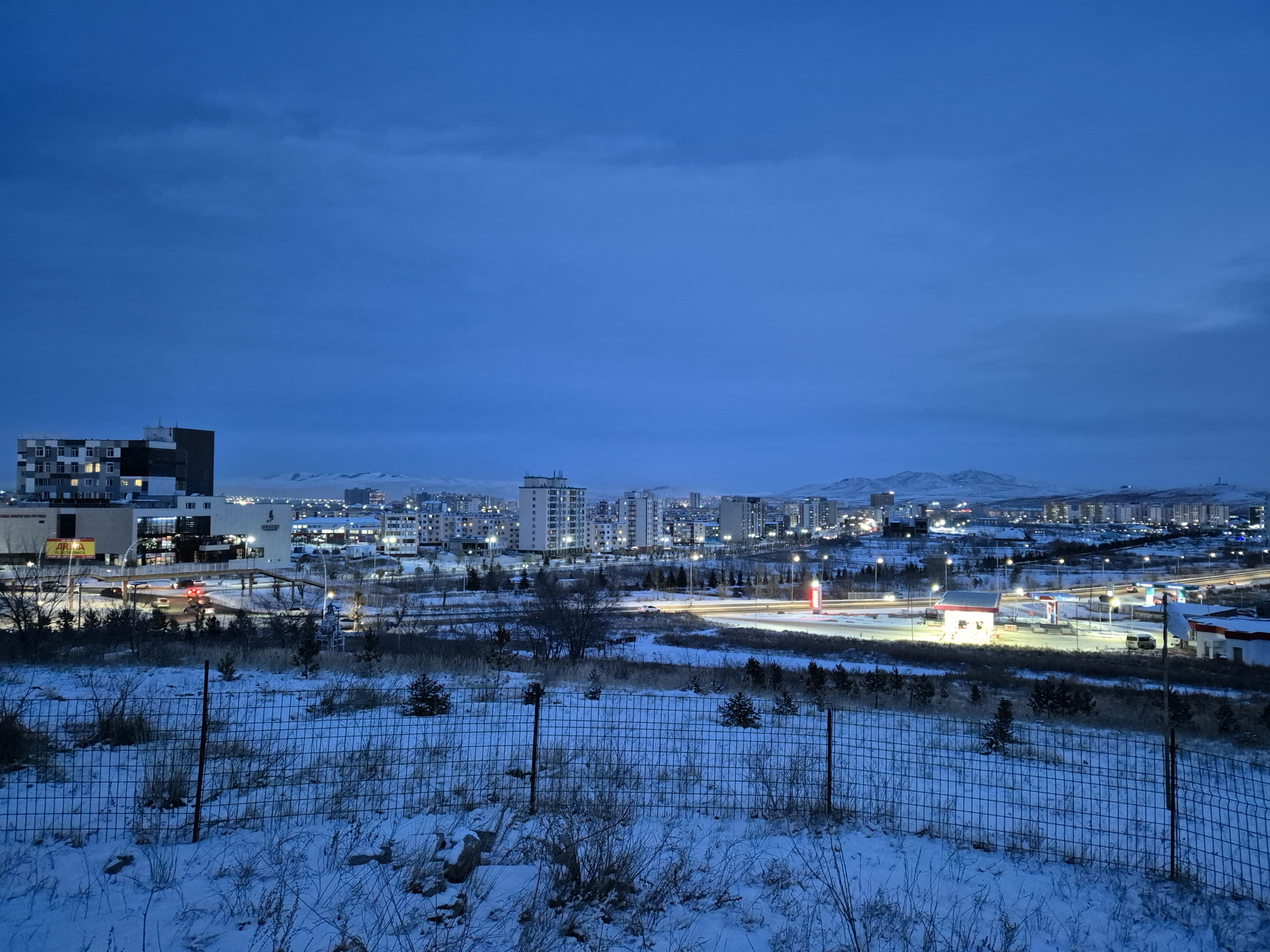
Darchan

Największe miasta w Mongolii według liczebności mieszkańców (stan na 11.11.2010):
| L.p. | Miasto                    | Ajmak                   | Liczba ludności |
| ---- | ------------------------- | ----------------------- | --------------- |
| 1.   | Ułan Bator (Улаанбаатар)  | miasto wydz. Ułan Bator | 1 144 954       |
| 2.   | Erdenet (Эpдэнэт)         | orchoński               | 83 379          |
| 3.   | Darchan (Дархан)          | darchański              | 74 738          |
| 4.   | Czojbalsan (Чойбалсан)    | wschodni                | 38 537          |
| 5.   | Mörön (Мөрөн)             | chubsugulski            | 35 789          |
| 6.   | Bajanchongor (Баянхонгор) | bajanchongorski         | 29 817          |
| 7.   | Olgij (Өлгий)             | bajanolgijski           | 29 392          |
| 8.   | Chowd (Ховд)              | kobdoski                | 29 012          |
| 9.   | Ulaangom (Улаангом)       | uwski                   | 27 152          |

## Alfabetyczna lista miast w Mongolii
(w nawiasie nazwa oryginalna w języku mongolskim, czcionką pogrubioną wydzielono miasta powyżej 1 mln)
- Ałtaj (Алтай)
- Arwajcheer (Арвайхээр)
- Bajanchongor (Баянхонгор)
- Baruun-Urt (Баруун-Урт)
- Bulgan (Булган)
- Cecerleg (Цэцэрлэг)
- Chowd (Ховд)
- Czojbalsan (Чойбалсан)
- Czojr (Чойр)
- Dalandzadgad (Даланзадгад)
- Darchan (Дархан)
- Dzüüncharaa (Зүүнхараа)
- Dzuunmod (Зуунмод)
- Erdenet (Эpдэнэт)
- Mandalgow' (Мандалговь)
- Mörön (Мөрөн)
- Olgij (Өлгий)
- Öndörchaan (Өндөрхаан)
- Sajnszand (Сайншанд)
- Suche Bator (Сүхбаатар)
- Ułan Bator (Улаанбаатар)
- Ulaangom (Улаангом)
- Uliastaj (Улиастай)